# Важка атлетика на Літній універсіаді 2013
Змагання з важкої атлетики на XXVII Всесвітній Літній Універсіаді пройшли з 7 по 12 липня 2013 року в Казані, Росія.

## Медалі

### Загальний залік
| Місце  | Країна                  | Золото | Срібло | Бронза | Загалом |
| ------ | ----------------------- | ------ | ------ | ------ | ------- |
| 1      | Росія (RUS)             | 6      | 3      | 3      | 12      |
| 2      | Китай (CHN)             | 2      | 0      | 0      | 2       |
| 3      | Північна Корея (PRK)    | 1      | 2      | 1      | 4       |
| 4      | Іран (IRI)              | 1      | 2      | 0      | 3       |
| 4      | Казахстан (KAZ)         | 1      | 2      | 0      | 3       |
| 6      | Узбекистан (UZB)        | 1      | 1      | 1      | 3       |
| 7      | Азербайджан (AZE)       | 1      | 1      | 0      | 2       |
| 7      | Китайський Тайбей (TPE) | 1      | 1      | 0      | 2       |
| 9      | Японія (JPN)            | 1      | 0      | 1      | 2       |
| 10     | Таїланд (THA)           | 0      | 2      | 1      | 3       |
| 11     | Індонезія (INA)         | 0      | 1      | 0      | 1       |
| 12     | Південна Корея (KOR)    | 0      | 0      | 2      | 2       |
| 12     | Молдова (MDA)           | 0      | 0      | 2      | 2       |
| 14     | Канада (CAN)            | 0      | 0      | 1      | 1       |
| 14     | Франція (FRA)           | 0      | 0      | 1      | 1       |
| 14     | Туреччина (TUR)         | 0      | 0      | 1      | 1       |
| 14     | США (USA)               | 0      | 0      | 1      | 1       |
| Всього | Всього                  | 15     | 15     | 15     | 45      |

### Медалісти

#### Чоловіки
| Дисципліна   | Золото                              | Золото              | Срібло                                       | Срібло    | Бронза                                | Бронза    |
| ------------ | ----------------------------------- | ------------------- | -------------------------------------------- | --------- | ------------------------------------- | --------- |
| До 56 кг     | Су Цзінуй · Китай (CHN)             | 264                 | Сурахмат Бін Сувіто Війойо · Індонезія (INA) | 250       | Олег Сіргі · Молдова (MDA)            | 246       |
| До 62 кг     | Фархад Харкі · Казахстан (KAZ)      | 306                 | Ча Кум-Чол · Північна Корея (PRK)            | 306       | Йїчі Ітоказу · Японія (JPN)           | 294       |
| До 69 кг     | Фірідун Гулієв · Азербайджан (AZE)  | 323 UR              | Джабер Бехроузі · Іран (IRI)                 | 322       | Бернардін Кінгу Матам · Франція (FRA) | 315       |
| До 77 кг     | Расул Тагьян · Іран (IRI)           | 355 UR; UR CJ       | Улугбек Алімов · Узбекистан (UZB)            | 351       | Дмитро Хомяков · Росія (RUS)          | 351 UR S  |
| До 85 кг     | Апті Аухадов · Росія (RUS)          | 372 UR; UR CJ       | Артем Окулов · Росія (RUS)                   | 371 UR S  | Ґеорґій Черней · Молдова (MDA)        | 360       |
| До 94 кг     | Олександр Іванов · Росія (RUS)      | 395 UR; UR CJ; UR S | Олександр Зайчиков · Казахстан (KAZ)         | 375       | Кендрік Фарріс · США (USA)            | 372       |
| До 105 кг    | Руслан Нурудінов · Узбекистан (UZB) | 412 UR; UR S        | Андрій Деманов · Росія (RUS)                 | 406       | Давид Беджанян · Росія (RUS)          | 403 UR CJ |
| Понад 105 кг | Руслан Албегов · Росія (RUS)        | 459 UR; UR S        | Бахадор Молаей · Іран (IRI)                  | 450 UR CJ | Магомед Абуєв · Росія (RUS)           | 427       |

#### Жінки
| Дисципліна  | Золото                               | Золото              | Срібло                                | Срібло   | Бронза                                    | Бронза |
| ----------- | ------------------------------------ | ------------------- | ------------------------------------- | -------- | ----------------------------------------- | ------ |
| До 48 кг    | Сіао Гон'ю · Китай (CHN)             | 187                 | Паек Іл-Гва · Північна Корея (PRK)    | 180      | Паніда Хамесрі · Таїланд (THA)            | 174    |
| До 53 кг    | Канае Яґі · Японія (JPN)             | 195                 | Кіттіма Сутанан · Таїланд (THA)       | 194      | Аусеґюл Кобан · Туреччина (TUR)           | 189    |
| До 58 кг    | Куо Сінчун · Китайський Тайбей (TPE) | 238                 | Крістіна Йову · Азербайджан (AZE)     | 226      | Чое Гио-Сім · Північна Корея (PRK)        | 225    |
| До 63 кг    | Пйон Йон-Мі · Північна Корея (PRK)   | 233 UR              | Каріна Горічева · Казахстан (KAZ)     | 227      | Кім Соо-К'юн · Південна Корея (KOR)       | 226    |
| До 69 кг    | Оксана Сливенко · Росія (RUS)        | 242 UR; UR CJ       | Хун Ван Тін · Китайський Тайбей (TPE) | 224      | Манзурагон Мамасалієва · Узбекистан (UZB) | 222    |
| До 75 кг    | Ольга Зубова · Росія (RUS)           | 279 UR; UR CJ       | Надєжда Євстиухіна · Росія (RUS)      | 278 UR S | Мері-Ів Б'ючмін-Нед'ю · Канада (CAN)      | 233    |
| Понад 75 кг | Тетяна Каширіна · Росія (RUS)        | 319 UR; UR CJ; UR S | Чітчанок Пулсабсакул · Таїланд (THA)  | 278      | Лі Гуй-Сол · Південна Корея (KOR)         | 268    |